# Antti Kalliomäki
Antti Tapani Kalliomäki (* 8. Januar 1947 in Siikainen) ist ein ehemaliger finnischer Stabhochspringer und Politiker.
1972 gewann er Bronze bei den Leichtathletik-Halleneuropameisterschaften und schied bei den Olympischen Spielen 1972 in München in der Qualifikation aus. 1974 gewann er Silber bei den Halleneuropameisterschaften und wurde Vierter bei den Europameisterschaften in Rom. Einer Goldmedaille bei den Halleneuropameisterschaften 1975 folgte jeweils Silber bei den Halleneuropameisterschaften 1976, den Olympischen Spielen 1976 in Montreal, den Halleneuropameisterschaften 1977 und den Europameisterschaften 1978 in Prag. Bei den Olympischen Spielen 1980 in Moskau kam er nicht über die Vorrunde hinaus.
Seine persönliche Bestleistung von 5,66 m stellte er am 13. Juli 1980 in Raahe auf. Achtmal wurde er finnischer Meister im Freien (1971–1975, 1977, 1978, 1982) und sechsmal in der Halle.
Von 1983 bis 2011 war er Abgeordneter im Finnischen Parlament für die Sozialdemokratische Partei (SDP). Von 1995 bis 1999 war er Industrie- und Handelsminister, von 2003 bis 2005 Finanzminister und von 2005 bis 2007 Erziehungsminister.